# دراسة الدين بعلم الإنسان
أنثروبولوجيا الدين (بالإنجليزية: Anthropology of religion) هي دراسة الدين في إطار صلته مع المؤسسات الاجتماعية الأخرى، ومقارنة المعتقدات والممارسات الدينية عبر الحضارات.

## نبذة تاريخية
في وقت مبكر من القرن الثاني عشر، كتب أبو الریحان محمد بن أحمد البیروني (973 - 1048) دراسات مقارنة تفصيلية عن أنثروبولوجيا الدين والحضارات عبر حوض البحر الأبيض المتوسط (متضمنًا ما يُسمى «الشرق الأوسط») وشبه القارة الهندية. ناقش في دراسته الشعوب والأعراف والأديان في شبه القارة الهندية.
في القرن التاسع عشر، كانت أهمية التطور الثقافي تسيطر على علم الإنسان الثقافي. افترض معظم علماء الإنسان اختلافًا بسيطًا بين الدين «البدائي» والدين «الحديث»، وحاولوا أن يقدموا أمثلة عن كيفية تطور الأول إلى الثاني. رفض معظم علماء الإنسان هذا النهج في القرن العشرين. اليوم، تعكس أنثروبولوجيا الدين تأثير منظّرين مثل كارل ماركس (1818 - 1883)، وسيغموند فرويد (1856 - 1939)، وإميل دوركايم (1858 - 1917)، وماكس فيبر (1864 - 1920)، أو ارتباطًا معهم. يهتم علماء أنثروبولوجيا الدين بشكل خاص بكيفية انعكاس المعتقدات والممارسات الدينية للقوى السياسية أو الاقتصادية، أو الوظائف الاجتماعية للمعتقدات والممارسات الدينية.
في عام 1912، اعتبر إميل دوركايم، استنادًا إلى عمل لودفيغ فويرباخ، أن الدين هو «إسقاط القيم الاجتماعية في المجتمع»، و«وسيلة لصنع عبارات رمزية عن المجتمع»، و«لغة رمزية تقدم بيانات عن النظام الاجتماعي»، وباختصار، «الدين هو مجتمع يبجل نفسه».
افترض علماء الإنسان في عام 1940 تقريبًا أن الدين كان في استمرارية كاملة مع التفكير السحري، وأنه منتج ثقافي. كانت الاستمرارية الكاملة بين السحر والدين من الفرضيات في علم الإنسان المعاصر على الأقل منذ بدايات ثلاثينيات القرن العشرين. إن وجهة نظر علم الإنسان المعاصر تجاه الدين هي فكرة إسقاطية، أسلوب منهجي يفترض أن كل دين هو صنيعة المجتمع الإنساني الذي يعبده، وأن «النشاط الإبداعي المنسوب إلى الله إسقاط من البشر». في عام 1841، كان لودفيغ فويرباخ أول من وظف هذا المصطلح أساسًا للنقد المنهجي في الدين. من السلائف البارزين في وضع مبدأ الإسقاط هذا يُذكر جيامباتيستا فيكو (1668 - 1744)، وتظهر الصياغة المبكرة لهذا المبدأ لدى الكاتب اليوناني القديم كزينوفانيس (570 – 475 قبل الميلاد تقريبًا)، [الذي لاحظ أن «الآلهة الأثيوبيين كانوا من السود حتمًا وذوي أنوف مسطحة، في حين أن الآلهة التراقيين كانوا شقرًا وبأعين زرقاء»]. 

## تعريف الدين
إحدى المشكلات الرئيسية في أنثروبولوجيا الدين هي تعريف الدين نفسه. في مرة من المرات، اعتقد علماء الإنسان أن بعض الممارسات والمعتقدات الدينية المعنية كانت أكثر أو أقل شمولية لجميع الثقافات في مرحلة ما من تطورها، مثل الإيمان بوجود الأرواح أو الأشباح، واستخدام السحر وسيلةً للسيطرة على الأحداث فوق الطبيعة، واستخدام الكهانة وسيلةً لاكتشاف المعرفة الغيبية، وأداء الطقوس مثل الصلاة والتضحية وسيلةً للتأثير على نتائج الأحداث المختلفة من خلال هيئة خارقة للطبيعة، متخذةً أحيانًا شكل الشامانية (ظاهرة دينية تتضمن مجالات وممارسات الشامان) أو تبجيل الأموات. وفقًا لكليفورد جيرتز، الدين هو:
«نظام رمزي يعمل على إنشاء حالات مزاجية ودوافع قوية سائدة طويلة الأمد عند الرجال عن طريق صياغة المفاهيم عن نظام عام للوجود، وكساء هذه المفاهيم بهالة من الحقائق لتبدو الحالات المزاجية والدوافع واقعيةً بشكل فريد».
اليوم، يناقش علماء أنثروبولوجيا الدين صحة هذه التصنيفات عبر الثقافات (غالبًا ما ينظرون إليها بصفتها أمثلة على البدائية الأوروبية) ويرفضونها. نظر علماء الإنسان في العديد من المعايير المختلفة لتعريف الدين -مثل الإيمان بوجود القوى الخارقة أو اللجوء إلى الطقوس الدينية- لكن هناك قلة تدّعي أن هذه المعايير شرعية عالميًا.
يقترح أنتوني فرانسيس كلارك والاس أربع فئات من الدين، إذ تضمن كل فئة لاحقة الفئة السابقة. على أي حال، لا تضم هذه الفئات التركيبية بالضرورة جميع الأديان.
1. الفردية: الأهم والأبسط. على سبيل المثال: تحقيق الرؤية.
2. الشامانية: معتنقها هو ممارس ديني غير متفرغ، يستخدم الدين للشفاء والتنبؤ، نيابة عن الموكل عادة. لدى شعب التيلاموك أربع فئات من الشامان. من الأمثلة على الشامان: الروحانيون، ومعالجو الإيمان، وقارئو الكفوف. تُكتسب السلطة الدينية من خلال وسائل الفرد الخاصة.
3. الطائفية: وضع مجموعة من المعتقدات والممارسات، وتنظيم مجموعة من الأشخاص في العشائر حسب النسب، أو المجموعات العمرية، أو بعض المجتمعات الدينية. يأخذ الناس أدوارًا حسب معرفتهم وتبجيلهم للأسلاف.
4. الكنسية: مهيمنة على المجتمعات والدول الزراعية، ومنظمة مركزيًا وذات هيكل هرمي، وتتوازى مع تنظيم الدول. عادة ما تستنكر المنافسة الفردية والطوائف الشامانية.